# Ulla Orring
Ulla Birgitta Orring, född Löfgren 15 september 1926 i Umeå, är en svensk politiker (folkpartist). Hon ingick 1946 äktenskap med Nils Orring.
Ulla Orring, som var dotter till typograf Johan Löfgren och hans hustru Frida f Westerberg, arbetade som fastighetsförvaltare 1963–1985. Hon var ledamot i Umeå kommunfullmäktige 1973–1982 och Västerbottens läns landsting 1982–1988. I landstinget var hon bland annat ordförande i Umeå sjukvårdsdistrikt 1974–1979. Hon var vice förbundsordförande i Folkpartiets kvinnoförbund 1971–1985 och i Folkpartiets partistyrelse 1972–1990.
Ulla Orring var ersättare i riksdagen i kortare perioder 1979, 1980, 1981, 1983 och 1985. Hon var därefter riksdagsledamot för Västerbottens läns valkrets 1985–1994. I riksdagen var hon bland annat ledamot i lagutskottet 1985–1991 samt socialutskottet 1991–1994. 2:e vice ordförande Riksdagens Revisorer 1991–1994. Hon var särskilt aktiv i socialpolitik.
Ulla Orring valdes till ordförande i landstingets revision i Västerbotten 1997–2000. Hon var 1:e vice ordförande för Umeå Kommunfullmäktige 2003–2006.